# Самохин, Илья Владимирович
Илья Владимирович Самохин (10 августа 1970, Москва — 12 августа 2014, там же) — российский игрок в мини-футбол. Играл на позиции вратаря за московскую «Дину» и сборную России по мини-футболу.

## Биография
Воспитанник футбольной школы «Торпедо». В мини-футболе дебютировал за московский «Спартак», с которым стал серебряным призёром чемпионата СНГ 1992 года. Затем перешёл в другой столичный клуб — «Дину», в которой и провёл оставшиеся 13 лет игровой карьеры. За эти годы Самохин выиграл множество трофеев как на внутренней, так и на международной арене. По итогам сезона 1996/97 он удостоился и персонального признания, став лучшим вратарём российского первенства. Самохин стал героем первой встречи финальной серии Межконтинентального Кубка 1999 года против бразильской «Ульбры». Он не только сотворил решающий сейв в послематчевой серии пенальти, но и чуть ранее записал на свой счёт победный шестиметровый удар.
Сыграл 32 матча за сборную России по мини-футболу. Входил в заявку на чемпионский для россиян Чемпионат Европы 1999 года, но на нём не сыграл, будучи дублёром другого вратаря «Дины» Олега Денисова. Также становился бронзовым призёром Чемпионата мира 1996 года и призёром континентальных первенств 1996 и 2001 годов.
Завершив игровую карьеру, остался в структуре «Дины» в качестве тренера вратарей.
Скончался 12 августа 2014.

## Достижения
- Бронзовый призёр чемпионата мира по мини-футболу 1996
- Чемпион Европы по мини-футболу 1999
- Серебряный призёр чемпионата Европы по мини-футболу 1996
- Бронзовый призёр чемпионата Европы по мини-футболу 2001
- Победитель студенческого чемпионата мира по мини-футболу 1994
- Чемпион России по мини-футболу (7): 1993-94, 1994-95, 1995-96, 1996-97, 1997-98, 1998-99, 1999—00
- Обладатель кубка России по мини-футболу (6): 1993, 1995, 1996, 1997, 1998, 1999
- Турнир Европейских Чемпионов по мини-футболу (3): 1995, 1997, 1999
- Межконтинентальный Кубок по мини-футболу 1997
- Обладатель Кубка Высшей лиги (2): 1993, 1995

Личные:
- Лучший вратарь чемпионата России 1996/97